# Кичкинейка
Кичкинейка — река в России, протекает в Городищенском районе Пензенской области. Правый приток Юловки.

## География
Река Кичкинейка берёт начало у посёлка Кичкиней. Течёт на юго-восток и впадает в Юловку в черте города Городище. Устье реки находится в 29 км по правому берегу Юловки. Длина реки составляет 15 км.

## Данные водного реестра
По данным государственного водного реестра России относится к Верхневолжскому бассейновому округу, водохозяйственный участок реки — Сура от истока до Сурского гидроузла, речной подбассейн реки — Сура. Речной бассейн реки — (Верхняя) Волга до Куйбышевского водохранилища (без бассейна Оки).
Код объекта в государственном водном реестре — 08010500112110000035468.